# Oliver Cox
Oliver Cromwell Cox (Puerto España, colonia de Trinidad y Tobago, 24 de agosto de 1901-4 de septiembre de 1974) fue un sociólogo británico-estadounidense conocido por su punto de vista marxista temprano sobre el fascismo. Nació en una familia de clase media en Puerto España, en la colonia inglesa de Trinidad y Tobago (actual Trinidad y Tobago) y emigró a los Estados Unidos en 1919. Fue el padre fundador de la perspectiva de los sistemas mundiales,un importante estudioso del racismo y su relación con el desarrollo y la difusión del capitalismo global, y miembro de la escuela de sociología de Chicago. En 1929 desarrolló poliomielitis, lo que provocó que ambas piernas quedaran paralizadas permanentemente y fue entonces cuando abandonó sus planes de estudiar derecho. Fue hijo de William Raphael Cox y Virginia Blake Cox.

## Biografía
Su madre se llamaba Virginia Blake y su padre, William Raphael, capitán de una goleta de ingresos, que más tarde sería oficial de aduanas e impuestos especiales. Cox tenía siete hermanos. Su tío Reginald Vidale era el maestro de escuela católica en St. Thomas Boys 'School. Fue un maestro destacado en el sistema escolar local y fue muy respetado en la comunidad de héroes. Reginald pasó del puesto de profesor al inspector de escuelas en 1943 y más tarde se convirtió en concejal de la ciudad, concejal y luego alcalde de Puerto España.
Asistió a Saint Thomas Boys 'School cuando estaba en Trinidad, donde estudió matemáticas, inglés, idiomas y más. Cox asistió a la escuela secundaria YMCA y al Crane Junior College en Chicago. En 1927, obtuvo una licenciatura en ciencias de la Universidad Northwestern. También asistió al Departamento de Economía de la Universidad de Chicago y se graduó con una maestría en junio de 1932. En la misma universidad, continuó en el Departamento de Sociología. También completó su maestría en 1932, y en 1938 se graduó con su doctorado.
Cox inició su carrera docente por primera vez en Wiley College en la ciudad de Marshall, en el estado sureño de Texas. A partir de ahí, también dio una conferencia en el Instituto Tuskegee en 1944. Más tarde, en 1949, se mudó a Misuri, donde enseñó en la Universidad de Lincoln hasta el 11 de marzo de 1970, donde le dijo al presidente de la universidad, Walter Daniels, que se jubilaba. Se mudó y aceptó un puesto como profesor visitante en el departamento de sociología que fue alentado por Alvin W. Rose en la Universidad Estatal Wayne de Míchigan.

## Pensamiento
Cox fue un marxista que criticó el capitalismo y la raza en Foundations of Capitalism (1959), Capitalism and American Leadership (1962), Capitalism as a System (1964) y su último, Jewish Self-Interest and Black Pluralism (1974). Quizás el libro más profundo e influyente fue Caste, Class and Race, publicado en 1948. También en 1948 publicó Race: A Study in Social Dynamics. En una mordaz "Introducción" a The Black Anglo Saxons de Nathan Hare, Cox ridiculizó lo que él consideraba un enfoque equivocado del estudio de las relaciones raciales que llamó "La escuela de la burguesía negra" dirigida por E. Franklin Frazier. El título de Caste, Class and Race se refería a la enérgica crítica de la concepción de casta de W. Lloyd Warner sobre la raza en los Estados Unidos.
Según su argumentación, el concepto de casta se equivoca al abstraer el conflicto racial de sus orígenes en el desarrollo del capitalismo estadounidense. A su juicio, analizar el racismo desde el sistema de castas lo convierte en una fuerza atemporal, y lleva a la conclusión errada de que está fuera de la lógica de la historia. "No podemos derrotar el prejuicio racial demostrando que está mal", escribe. "La razón de esto es que el prejuicio racial es solo un síntoma de un hecho social materialista". En concreto, “el prejuicio racial se sustenta en una peculiar necesidad socioeconómica que garantiza la fuerza en su protección; y, como consecuencia, es probable que solo en sus centros de iniciación la fuerza lo derrote”. Tanto en su país Estados Unidos, como en el resto del mundo, no es un tribalismo innato sino la explotación capitalista lo que impulsa los prejuicios y conflictos raciales.

## Premios y reconocimientos
El Premio al artículo Oliver Cromwell Cox de las minorías raciales y étnicas (por beca antirracista) se otorga anualmente, lo mismo que el premio Oliver Cromwell Cox Book Award de la sección sobre minorías raciales y étnicas (por beca antirracista). Cox fue el primer ganador del premio DuBois-Johnson-Frazier de la Asociación Estadounidense de Sociología.

## Obras seleccionadas
- Caste, Class, and Race: A Study in Social Dynamics, 1948 ISBN 0853451168
- Foundations of Capitalism, 1959 ISBN 0786194545
- Capitalism as a System, 1964 ISBN 0853451311
- Race Relations: Elements and Social Dynamics, 1976 ISBN 0814315399